# Parc industriel Höchst

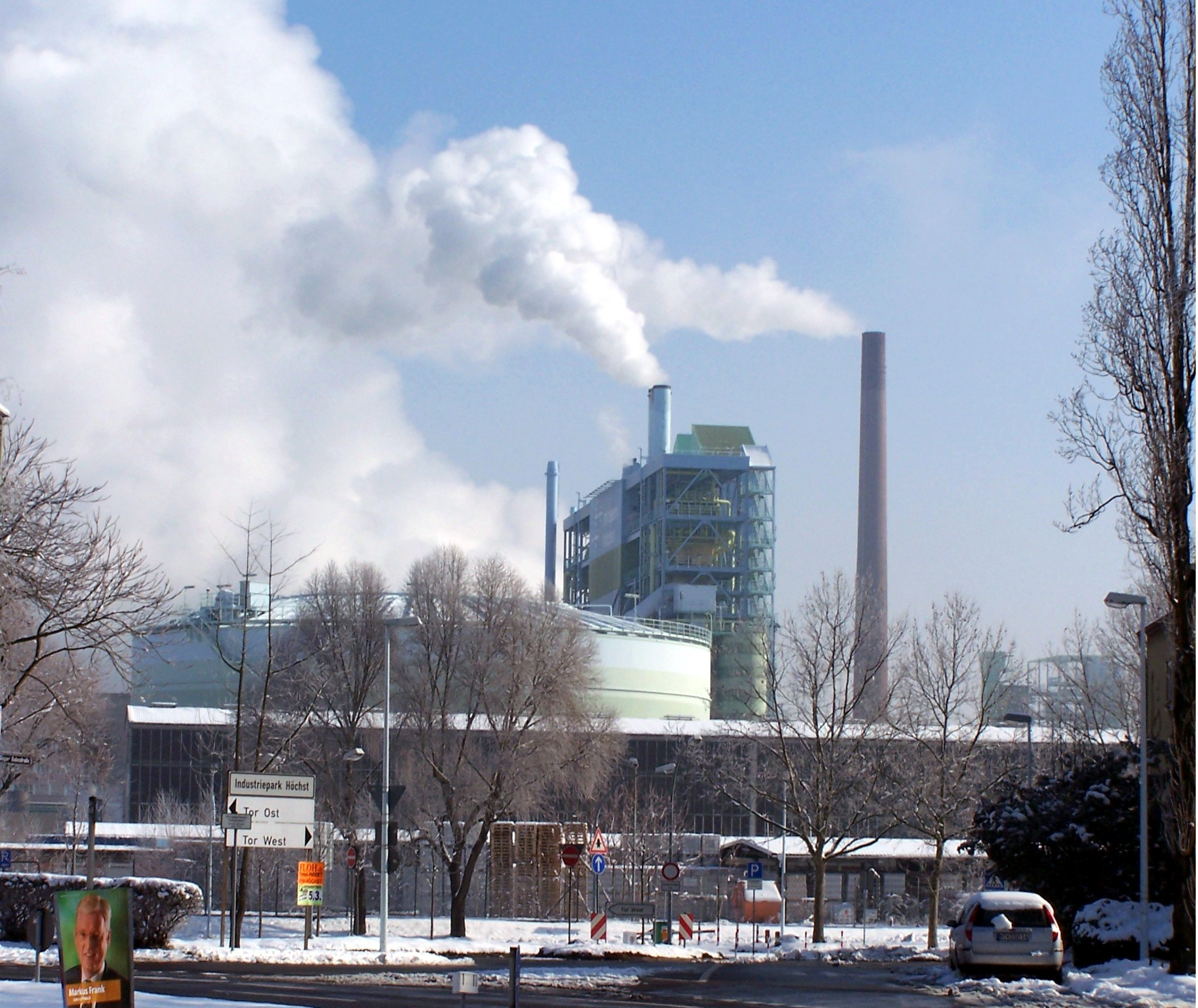
Le parc industriel Höchst, entrée ouest

Le parc industriel Höchst est situé sur l'ancien site industriel d'Hoechst. C'est l'un des plus grands parcs industriels en Allemagne sur 4 km2 (460 hectares). Il est situé dans la banlieue de Francfort-sur-le-Main, à Höchst, Sindlingen et Schwanheim et dans la partie sud-ouest du district de Kelsterbach non loin de l'Aéroport international de Francfort / Rhein-Main. Le site est traversé par le Main.
Deux ponts, les Werksbrücke Mitte et West relient les zones d'activité nord et sud. Le parc industriel a son propre code postal 65 926, qui a été initialement attribué à Hoechst en 1993.

## Développement

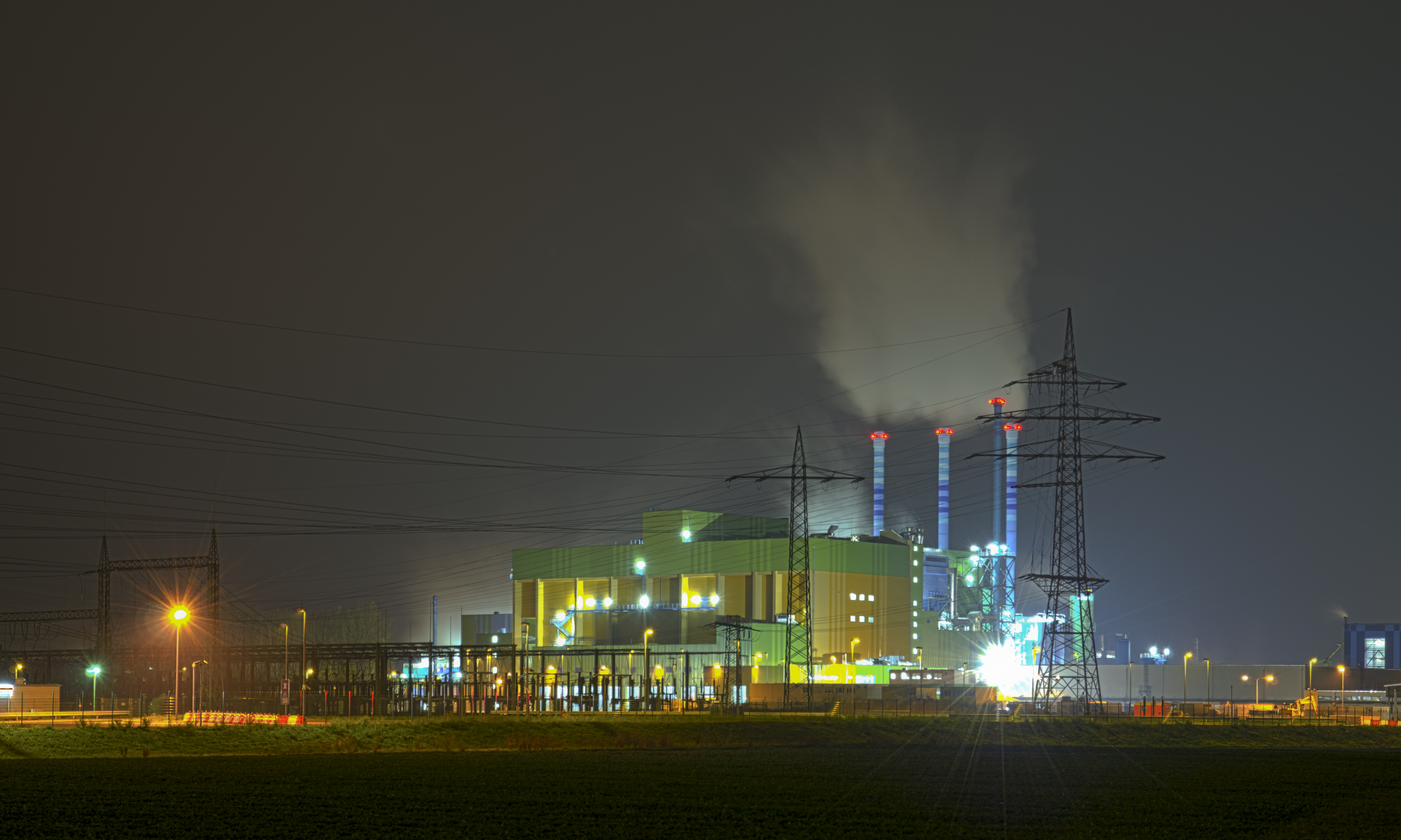
Usine d'incinération dans le parc industriel Höchst

Le parc industriel est l'un des plus grands sites chimiques et pharmaceutiques en Europe. Depuis la disparition de la société Hoechst en 1998, le parc est géré par la société Infraserv Hoechst. Il offre aux entreprises industrielles du site les services énergétiques, la gestion des déchets, des services de sécurité et de gestion des installations. L'opérateur du parc industriel n'est pas responsable final de la sécurité et il maintient donc sa propre unité de pompiers et un centre de santé.
Le parc industriel a reçu des investissements de plus de 300 M € depuis 2000, soit plus que dans les meilleures années de Hoechst AG. Depuis 1997, le nombre d'entreprises du parc industriel est passé d'environ 40 à plus de 90. Le plus grand investisseur et employeur est le groupe Sanofi. Le nombre d'emplois est passé d'environ 19 000 à la fin des années 90 à environ 22 000 en 2011.

## Industries
- Contargo